# بايسون (أريزونا)
بايسون (بالإنجليزية: Payson, Arizona)‏ هي بلدة تقع في مقاطعة جيلا بولاية أريزونا في الولايات المتحدة. تبلغ مساحتها 50.4 (كم²)، وترتفع عن سطح البحر 1524 م، بلغ عدد سكانها 15301 نسمة في عام 2010 حسب إحصاء مكتب تعداد الولايات المتحدة وتصل الكثافة السكانية فيها 283.3 نسمة/كم2.

## التركيبة السكانية
حدّد مكتب تعداد الولايات المتحدة بيانات التركيبة السكانية لبايسون في تعداد الولايات المتحدة. في ما يلي، التركيبة السكانية حسب تعدادي 2000 و2010.

### تعداد عام 2000
بلغ عدد سكان بايسون 13,620 نسمة بحسب تعداد عام 2000، وبلغ عدد الأسر 5,832 أسرة وعدد العائلات 4,068 عائلة مقيمة في البلدة. في حين سجلت الكثافة السكانية 271.7 نسمة لكل كيلومتر مربع (703.7/ميل2). وبلغ عدد الوحدات السكنية 7,033 وحدة بمتوسط كثافة قدره 140.3 لكل كيلومتر مربع (363.4/ميل2).
وتوزع التركيب العرقي للبلدة بنسبة 94.75% من البيض و0.26% من الأمريكيين الأفارقة و1.89% من الأمريكيين الأصليين و0.53% من الأمريكيين ذوي الأصول الآسيوية و0.05% من سكان جزر المحيط الهادئ و1.34% من الأعراق الأخرى و1.17% من عرقين مختلطين أو أكثر و5.20% من الهسبانيون أو اللاتينيون من أي عرق.
بلغ عدد الأسر 5,832 أسرة كانت نسبة 24.2% منها لديها أطفال تحت سن الثامنة عشر تعيش معهم، وبلغت نسبة الأزواج القاطنين مع بعضهم البعض 58.6% من أصل المجموع الكلي للأسر، ونسبة 8% من الأسر كان لديها معيلات من الإناث دون وجود شريك،  بينما كانت نسبة 3.2% من الأسر لديها معيلون من الذكور دون وجود شريكة وكانت نسبة 30.2% من غير العائلات. تألفت نسبة 26% من أصل جميع الأسر من عدة أفراد يعيشون في نفس المنزل ونسبة 14.6% كانت تتألف من شخص يعيش بمفرده يبلغ من العمر 65 عاماً أو أكثر. وبلغ متوسط حجم الأسرة المعيشية 2.30، أما متوسط حجم العائلات فبلغ 2.71.
بلغ العمر الوسطي للسكان 48.9 عاماً. وكانت نسبة 20.1% من القاطنين تحت سن الثامنة عشر، وكانت نسبة 5.6% بين الثامنة عشر والرابعة والعشرين عاماً، ونسبة 19.2% كانت واقعةً في الفئة العمرية ما بين الخامسة والعشرين والرابعة والأربعين عاماً، ونسبة 25.8% كانت ما بين الخامسة والأربعين والرابعة والستين، ونسبة 27.6% كانت ضمن فئة الخامسة والستين عاماً فما فوق. يوجد لكل 100 أنثى 93.3 ذكر، ويوجد لكل 100 أنثى في الثامنة عشر من عمرها فما فوق 90.0 ذكر.
بلغ متوسط دخل الأسرة في البلدة 33,638 دولارًا، أما متوسط دخل العائلة فبلغ 38,713 دولارًا. وكان متوسط دخل الذكور 30,900 دولارًا مقابل 23,750 دولارًا للإناث. وسجل دخل الفرد الخاص بالبلدة 19,513 دولارًا. وكانت نسبة 6.5% من العائلات ونسبة 9.9% من السكان تحت خط الفقر، وكان من هؤلاء نسبة 16.2% تحت سن الثامنة عشر ونسبة 4.7% في الخامسة والستين من العمر وما فوق.

### تعداد عام 2010
بلغ عدد سكان بايسون 15,301 نسمة بحسب تعداد عام 2010، وبلغ عدد الأسر 6,860 أسرة وعدد العائلات 4,379 عائلة مقيمة في البلدة. في حين سجلت الكثافة السكانية 305.2 نسمة لكل كيلومتر مربع (790.5/ميل2). وبلغ عدد الوحدات السكنية 8,958 وحدة بمتوسط كثافة قدره 178.7 لكل كيلومتر مربع (462.8/ميل2).
وتوزع التركيب العرقي للبلدة بنسبة 91.63% من البيض و0.42% من الأمريكيين الأفارقة و2.32% من الأمريكيين الأصليين و0.66% من الأمريكيين ذوي الأصول الآسيوية و0.12% من سكان جزر المحيط الهادئ و3.10% من الأعراق الأخرى و1.74% من عرقين مختلطين أو أكثر و9.68% من الهسبانيون أو اللاتينيون من أي عرق.
بلغ عدد الأسر 6,860 أسرة كانت نسبة 20.3% منها لديها أطفال تحت سن الثامنة عشر تعيش معهم، وبلغت نسبة الأزواج القاطنين مع بعضهم البعض 50.9% من أصل المجموع الكلي للأسر، ونسبة 9.2% من الأسر كان لديها معيلات من الإناث دون وجود شريك،  بينما كانت نسبة 3.7% من الأسر لديها معيلون من الذكور دون وجود شريكة وكانت نسبة 36.2% من غير العائلات. تألفت نسبة 30.4% من أصل جميع الأسر من عدة أفراد يعيشون في نفس المنزل ونسبة 16.8% كانت تتألف من شخص يعيش بمفرده يبلغ من العمر 65 عاماً أو أكثر. وبلغ متوسط حجم الأسرة المعيشية 2.18، أما متوسط حجم العائلات فبلغ 2.66.
بلغ العمر الوسطي للسكان 53.1 عاماً. وكانت نسبة 17.5% من القاطنين تحت سن الثامنة عشر، وكانت نسبة 5.9% بين الثامنة عشر والرابعة والعشرين عاماً، ونسبة 15.7% كانت واقعةً في الفئة العمرية ما بين الخامسة والعشرين والرابعة والأربعين عاماً، ونسبة 30.3% كانت ما بين الخامسة والأربعين والرابعة والستين، ونسبة 30.6% كانت ضمن فئة الخامسة والستين عاماً فما فوق. وتوزع التركيب الجنسي للسكان بنسبة 48.4% ذكور و51.6% إناث.

## وصلات خارجية
- The US50 - Cities and Towns in Arizona State
- Arizona Cities and Towns, Facts, Map, Flag, Colleges, Government, and More